# ドルニエ Do 31
ドルニエ Do 31
ドルニエ Do 31
- 用途：VTOL 輸送機（実験機）
- 製造者：ドルニエ
- 初飛行：1967年2月10日
- 生産数：3機
- 運用状況：試作のみ

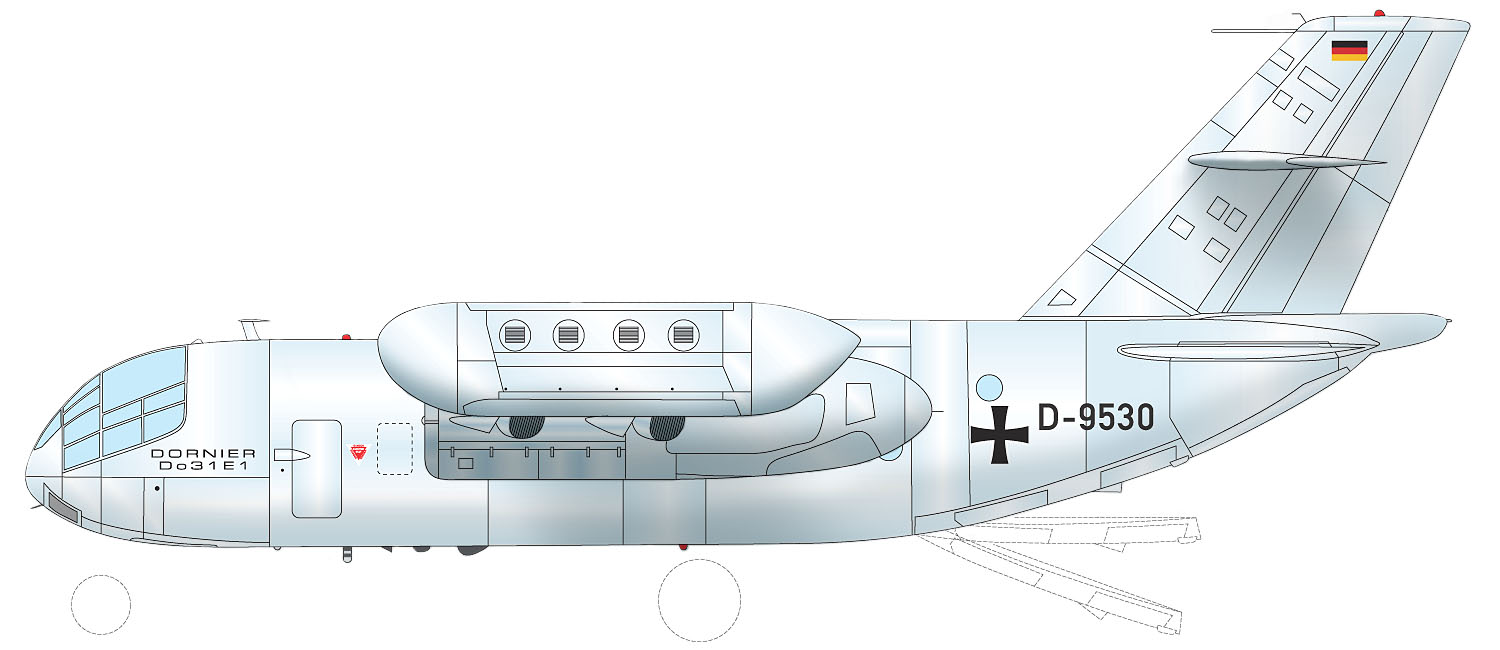
Dornier Do 31

ドルニエ Do 31（Dornier Do 31）は、西ドイツの航空機メーカーのドルニエで製造されたVTOLジェット輸送機の実験機である。
Do31は、NATO要求仕様（BMR-4）に合致するように設計された。この要求仕様は、NATOの契約BMR-3で設計されたVTOL戦闘機EWR VJ 101を、戦術運用支援航空機にするよう要求したものである。

## 背景
1960年代始め、西ドイツ空軍は、飛行場が東側ブロックの軍からの攻撃に対し脆弱であるという危機感を募らせていた。解決策として、STOVL（短距離垂直離着陸）性能を持った航空機を構想し、これをアウトバーンからの運用を含む分散作戦で運用することとした。そこでこのアイデアの、可能性評価の積極的な研究を行った。この研究の1部には「ZELLプログラム」という名で知られるようになるF-104スターファイター戦闘機の、固定発射台からのロケット射出が含まれていた。スターファイターは航空母艦用の拘着装置を使用し短距離滑走路で回収することになっていた。Do31は前線作戦基地として同じ短距離滑走路を使用するように計画されていた。
開発費用が高騰し技術的、兵站的な困難が分かってくると、空軍はDo 31、VJ 101やこれらの計画のキャンセルによって後に生み出された VFW VAK 191Bの様なVTOL機を含む種々の研究を中止し、これらの機体は純粋に研究目的のためだけに使用された。

## 設計と開発

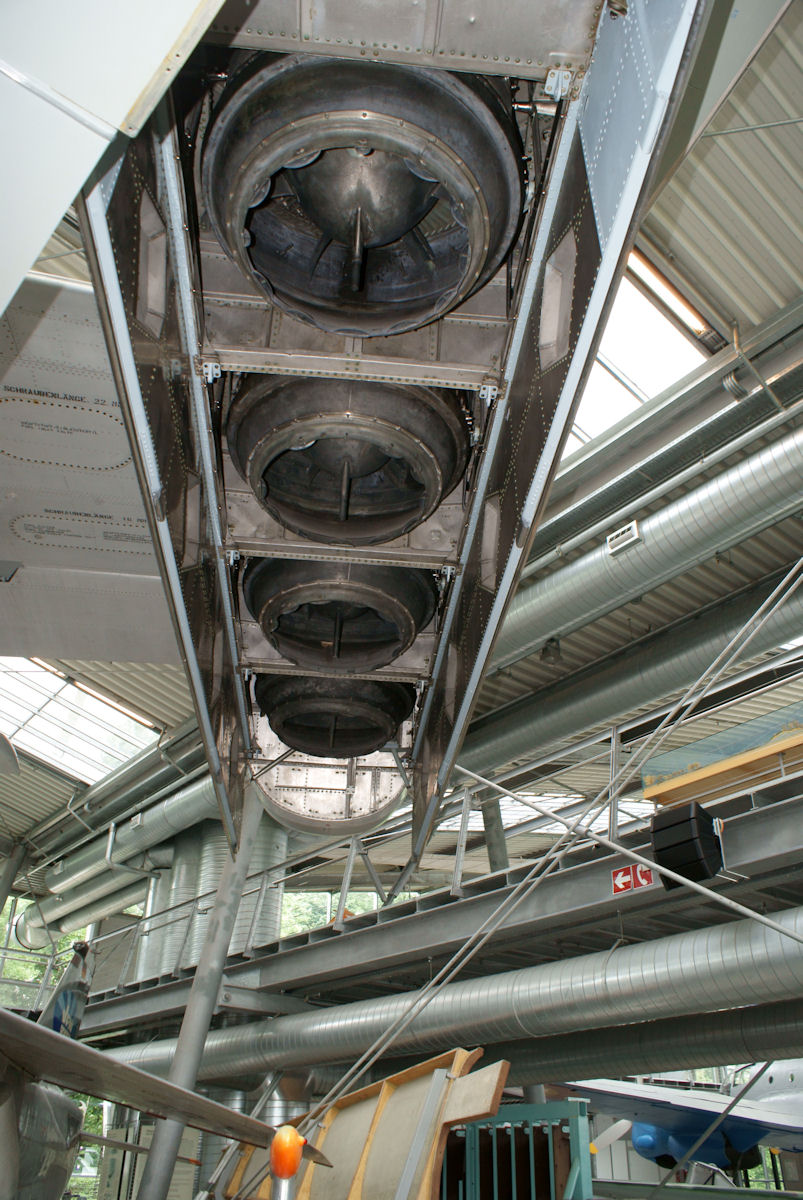
翼端ポッド内のロールス・ロイス RB162

当初の設計では両翼の内側ナセルにブリストル ペガサス推力偏向ターボファンエンジンを、両翼端のナセルにロールス・ロイス RB162を各々4基搭載することになっていた。より大きなロールス・ロイスRB153ターボファンエンジン（おおよそ5,000lbfの推力）が使用できるようになったあかつきには翼端のノズルとエンジンは使用しないで済ます予定だった。エンジンをポッドに搭載したために胴体は後部ローディングランプ付の容量の大きなスペースを確保していた。
結局、E1、E2とE3 －「E」は実験（Experimentell）を表す－ の3機が製造された。E1はペガサス エンジンのみを搭載し通常の飛行形態のテスト用に設計された。E2は静止試験用のエアフレームで飛行はしなかった。E3はペガサスとリフト用のRB162の両エンジンを搭載し垂直離着陸モードのテスト用に設計された。最初の試作機（E1）は1967年2月10日に2基のペガサス エンジンのみで初飛行を行った。2番目の試作機（E3）は10基全てのエンジンを搭載し1967年7月に飛行した。最初のホバリング飛行は1967年11月22日に実施され、1967年12月には前進と後退の完全遷移飛行が行われた。
Do 31は1969年のパリ航空ショーへのフェリー飛行中に幾種類かのFAI（Féderation Aeronautique Internationale）公認の世界記録を打ち立てた。この機は最初にして現在までで唯一の垂直離着陸可能なジェット輸送機である。
開発プロジェクトは1970年4月にキャンセルされたが、1970年5月4日にハノーファーのILAで最後の公開飛行が行われた。開発がキャンセルされた一因は、大きな抗力と、通常の輸送機と比較して有用なペイロードの少なさと、航続距離を減じるエンジン・ポッドの重量であった。

## 現存機

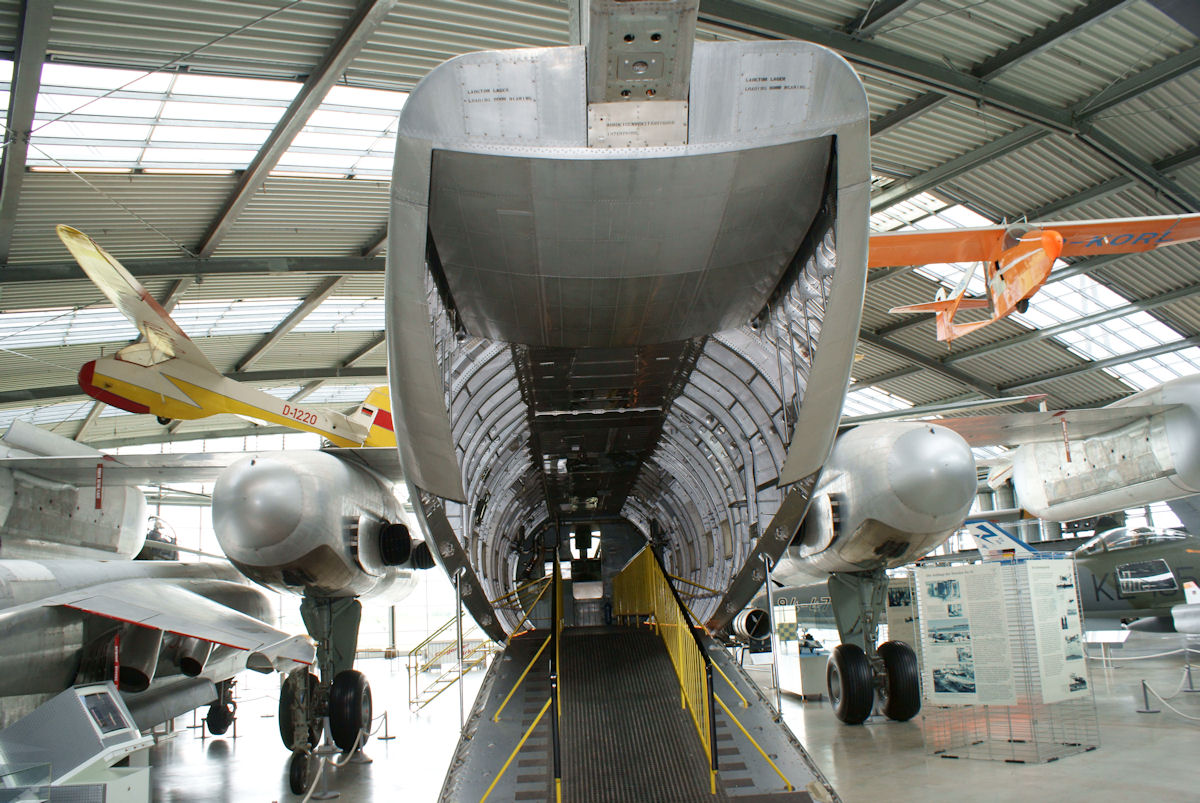
Do31の貨物室

飛行した両試作機はドイツ国内に保存されている。静止試験用のE2機の運命と現在の保存場所は不明である。
- Dornier Do 31 E1, D-9530, はオーベルファッフェンホーフェン（Oberpfaffenhoffen）のドイツ航空宇宙センターの屋外に保存、展示されている。
- Dornier Do 31 E3, D-9531, は当初オーベルファッフェンホーフェンで保存されていたが、現在はミュンヘン近郊のシュライスハイム（Schleißheim）にあるドイツ博物館分館に展示されている[4]。

## 諸元
- 乗員 - 2名

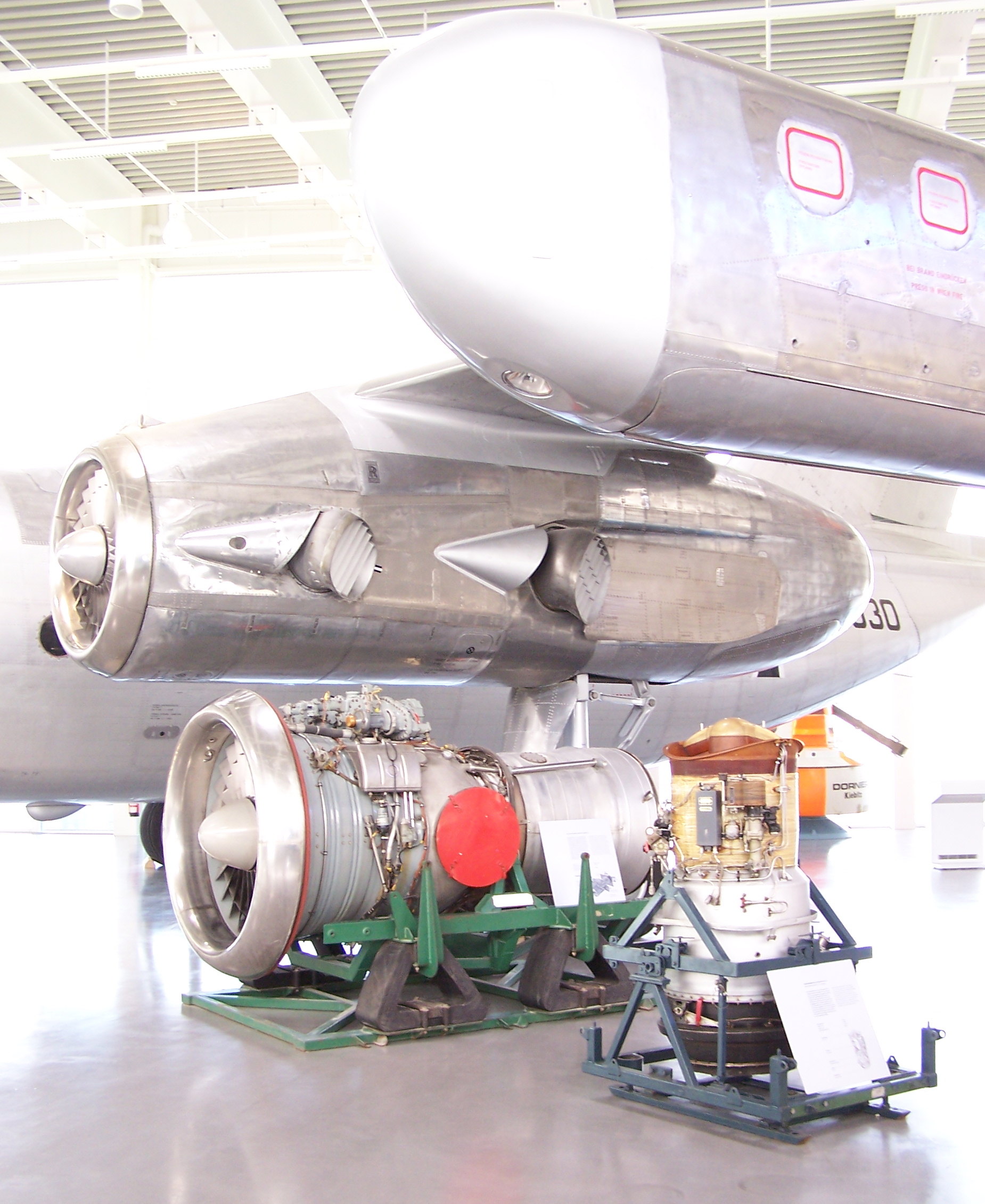
ペガサス（奥）とRB162リフトエンジン（手前）

- 搭乗可能数 - 兵員 36名または担架24床
- 全長 - 20.53 m (67 ft 4 in)
- 全幅 - 18.00 m (59 ft 3 in)
- 全高 - 8.53 m (28 ft)
- 翼面積 - 57.00 m2 (613.56 ft2)
- 運用時重量 - 22,453 kg (49,500 lb)
- 最大離陸重量 - 27,422 kg (60,500 lb)
- 最大搭載量 - 3,500 kg (7,715 lb)
- 最高速度 - 730 km/h (452 mph)
- 巡航速度 - 650 km/h (404 mph)
- 巡航高度 - 10,700 m (35.100 ft)
- 航続距離 - 1,800 km (1.120 miles)　最大搭載量にて
- 上昇率 - 19.2 m/s (3,780 ft/min)　 ペガサス エンジンのみ使用時
- エンジン – 2 * ロールス・ロイス ペガサス BE.53/2 ターボファンエンジン（それぞれ15,500 lbf (68.95 kN)）
8 * ロールス・ロイス RB162-4D 垂直装着ターボジェットリフトエンジン（それぞれ4,400 lbf (19.57 kN)）

### 書籍
- Green, William. The Observer's Book of Aircraft. London. Frederick Warne & Co. Ltd., 1968.
- Jackson, Paul A. German Military Aviation 1956-1976. Hinckley, Leicestershire, UK: Midland Counties Publications, 1976. ISBN 0-904597-03-2.